# NCSM CH-14
Pour les articles homonymes, voir CH14.
Le NCSM CH-14 est un sous-marin britannique de classe H, commandé à l’origine pour la Royal Navy sous le nom de H14 pendant la Première Guerre mondiale. Construit aux États-Unis, alors pays neutre, le sous-marin a été retenu par le gouvernement des États-Unis jusqu’après l’entrée de ce pays dans la guerre. Entré en service tout à la fin de la guerre, le sous-marin ne vit aucune action et fut stationné aux Bermudes après la cessation des hostilités. Le sous-marin a été offert au Canada en 1919. Il a été en service dans la Marine royale canadienne de 1921 à 1922 sous le nom de CH-14. Le sous-marin a été vendu à la ferraille et démoli en 1927.

## Conception
Commandée dans le cadre du Programme d’urgence de guerre de Bethlehem Steel des États-Unis, la classe H a été construite dans deux chantiers navals, Canadian Vickers à Montréal et le Fore River à Quincy (Massachusetts), selon la conception américaine de la classe H,. Ces bateaux avaient un déplacement de 370 tonnes en surface, et de 441 t en immersion. Ils avaient une longueur totale de 45,80 m, avec un maître-bau de 4,67 m, et un tirant d'eau de 3,68 m. Ils avaient un effectif de 4 officiers et 18 marins,.
Ils étaient propulsés par un moteur Diesel Vickers à deux temps d’une puissance de 480 ch (360 kW) et par deux moteurs électriques fournissant chacun une puissance de 320 ch (240 kW). Le sous-marin avait une vitesse maximale en surface de 13 nœuds (24 km/h). En utilisant ses moteurs électriques, le sous-marin pouvait naviguer en immersion à 10 nœuds (19 km/h). Il transportait 16 tonnes de carburant. Les sous-marins britanniques de classe H avaient un rayon d'action de 1 600 milles marins (2 963 km) à la vitesse de 10 nœuds (19 km/h). La classe H avait une profondeur de plongée théorique de 200 mètres (660 pieds).
Les sous-marins britanniques de classe H étaient armés de quatre tubes lance-torpilles de 18 pouces (457 mm) dans l’étrave. Les sous-marins emportaient six torpilles,.

## Engagements

### Service dans la Royal Navy
Le HMS H14 a été commandé en décembre 1914 à Bethlehem Steel, construit au chantier naval Fore River de Quincy à Quincy (Massachusetts) et achevé en décembre 1915. En raison de la neutralité des États-Unis à l’époque, les sous-marins ont été construits en secret et la date de lancement du navire n’a pas été enregistrée. L’intention était de construire les sous-marins aux États-Unis et de les livrer désarmés au Canada, où leur armement serait installé. Quand le gouvernement américain a découvert leur construction, ils ont interné le H14 et ses neuf navires jumeaux (sister-ships) achevés, les libérant seulement après leur propre déclaration de guerre deux ans plus tard. Au cours de leur internement, six des dix sous-marins achevés ont été cédés au Chili, n’en laissant que quatre au chantier naval de Fore River. Après l’entrée en guerre des États-Unis, les quatre autres sous-marins devaient se rendre au Royaume-Uni d’ici mars 1918.
Le 29 mars, le H14 a commencé, avec trois de ses navires jumeaux, le voyage pour le Royaume-Uni via les Bermudes. Le 15 avril, le H14 a quitté les Bermudes pour les Açores dans un groupe composé d’une quarantaine de navires alliés menés par l’USS Salem. Peu après avoir quitté le port, le H14 est entré en collision avec le pétrolier USS Arethusa, ce qui a nécessité un retour aux Bermudes. Le H14 a été remorqué aux Bermudes par le remorqueur de haute mer USS Conestoga le 18 avril. Le navire est retourné à Boston avec de graves avaries.
Après réparations, le H14 et son sister-ship NCSM CH-15 ont appareillé pour le Royaume-Uni, quittant les États-Unis le 9 novembre,. La guerre a pris fin pendant leur transit et les deux sous-marins ont reçu l’ordre de se rendre aux Bermudes où ils ont été remis sur cale. Les deux sous-marins y ont été placés en réserve jusqu’en décembre 1918, lorsque le Canada a accepté leur transfert depuis la Royal Navy.

### Service dans la Marine royale canadienne
Les H14 et H15 furent officiellement transférés à la Marine royale canadienne le 7 février 1919. Emmené à Halifax en Nouvelle-Écosse en mai 1919, le H14 reste en mauvais état jusqu’en avril 1920, année où la Marine royale canadienne décide de remettre en état et de mettre en service le sous-marin,. Les sous-marins de classe H ont été employés pour remplacer ceux de classe CC. Les deux sous-marins furent mis en service à Halifax le 21 avril 1922. Le CH-14 est devenu opérationnel en août et, avec son sister-ship, a effectué une série de visites portuaires dans les Provinces maritimes. Pendant les mois d’hiver de 1921-1922, les deux sous-marins se rendaient aux Bermudes pour des exercices d’entraînement. En raison des restrictions budgétaires, des plans furent faits pour se débarrasser des sous-marins de classe H et le CH-14 fut vendu le 30 juin 1922. En 1923, la Marine royale canadienne commence à planifier la réactivation des sous-marins. Cependant, cela s’est avéré trop coûteux et au lieu de cela le sous-marin a été vendu pour la ferraille en 1927,.